# لليوم (فلم)
لليوم (بالإنجليزية: For Today) والعنوان الأصلي Lezare هو فيلم إثيوبي صدر عام 2009. حاز الفيلم على جائزة أفضل فيلم قصير في مهرجان أماكولا السينمائي الدولي عام 2010، كما نال جائزة لجنة التحكيم لأفضل فيلم قصير في مهرجان قرطبة للسينما الأفريقية عام 2010 أيضًا.

## القصّة
يستيقظُ أبوش الصبيّ الصغير الذي يعيشُ بلا مأوى جائعًا كل صباح على رائحة الخبر المحمّر القادمة من مخبزٍ صغيرٍ يقعُ على مقربةٍ من المكان الذي ينامُ فيه لكنّه لا يملكُ مالًا يستطيعُ به شراء الطعام. يبدأ أبوش في التسول لشراء الخبز ولكن لا أحد يُعيره اهتمامًا، فالقرويون مشغولون بالتحضير لحدث غرس الأشجار. يُعطي رجل مسن لأبوش بعض المال، لكنه يطلب منه المساعدة في غرس الأشجار أولاً وهو ما يُصعِّب يوم الصبيّ الصغير.